# Insula Bârnova
Insula Bârnova (în ucraineană Бернівський острів, transliterat: Bernivskîi ostriv) este o rezervație ihtiologică de importanță locală din raionul Chelmenți, regiunea Cernăuți (Ucraina), situată la est de satul Bârnova.
Suprafața insulei protejate constituie 25 de hectare și a fost înființată în anul 1996 prin decizia consiliului regional. Statutul a fost acordat pentru protecția spațiului de reproducere al speciilor valoroase de pești, situat în apele lacului de acumulare Novodnistrovsk din cursul superior al Nistrului.
S-a format în anul 1988, datorită creării lacului de acumulare, care a inundat câmpia de coastă, pe o pantă formându-se insula. Partea estică, vestică și nordică a insulei este domolă, iar cea sudică este o stâncă argilo-nisipoasă cu înălțimea de cca. 2 m. Insula este acoperită de vegetație arboroasă și tufoasă, iar dimensiunea sa variază în funcție de nivelul apei. Conform observațiilor pe termen lung ale apelor puțin adânci din jurul insulei, aceasta este un spațiu de reproducere pentru specii valoroase de pești: somn, știucă, crap, plătică și alte specii de importanță industrială. Datorită acțiunii apei curgătoare a râului, partea sudică erodează treptat și are nevoie de plantare cu arbuști cu creștere rapidă.